# Israël de Salant
Rabbi Israël Lipkin de Salant appelé le plus souvent Rabbi Israël Salanter, né le 3 novembre 1810 à Zagare, près de Kovno, et mort le 2 février 1883 à Königsberg, est un des fondateurs du Mouvement du Moussar.

## Biographie

### Jeunes années
Yisra’el ben Ze’ev Volf Lipkin naît à Zagare, près de Kovno dans une famille rabbinique. Dès son jeune âge, il est envoyé auprès du rabbin de Salant, Tsevi Hirsh Broïdé avec qui il commence ses études religieuses.

### Formation
C'est à Salant qu’Israël rencontre Yosef Zundel, un proche disciple du rabbin Hayim de Volozhin, et, par son influence, il s'intéresse aux questions relatives à l'amélioration morale. 
En 1840, Salanter déménage à Vilna, ou il prend la direction de la yeshiva de Mayles’s. Peu de temps après, il s'installe à Zaretcha, une banlieue de Vilna, où il  enseigne la Torah dans la yeshiva locale.

## Pensée
Rabbi Israël se livre à une véritable remise en question du système de vie juive de son temps, constatant que ses contemporains vivent leur judaïsme sans réflexion ni profondeur. Il part ainsi à la conquête des communautés juives lituaniennes et entreprend une série de conférences, qui lui valent rapidement une large renommée. Il parle de plus en plus de Moussar afin de faire revenir les gens dans le droit chemin. 
Rabbi Israël Salanter a occupé une place de premier ordre dans l'élite du judaïsme lituanien, suscitant une révolution dans les mentalités et assurant une réponse à un problème existentiel dans sa génération, celui posé par la Haskala et le matérialisme naissant. Il a également su répondre aux attentes intellectuelles manifestées par les milieux de l’étude de la Torah, devenus plus exigeants. 

## Œuvre
Il publie une revue  appelée Tevouna (douze numéros ont paru entre 1861 et 1862). Dans chaque numéro (ou presque), figure un texte de Rabbi Israël concernant l’École du Moussar, à côté d’articles en Halakha classique des plus grandes personnalités de son temps. Divers ouvrages ont été publiés à son nom : Imré Bina, Iguéreth haMoussar, Or Israël (l’ouvrage le plus connu), Even Israël, Gueon Israël et Etz Peri, mais ce sont ses élèves, sous son inspiration, qui les rédigent.

## Paroles

### Tant que la chandelle brûle
En passant, tard dans la nuit, la maison d'un cordonnier, il observe ce dernier travaillant à la lumière faible d'une chandelle. Il l'interroge. Il est tard et la chandelle va bientôt s'éteindre. Pourquoi continuer ? Le cordonnier répond : « Tant que la chandelle brûle, il est possible encore d'accomplir et de réparer ». Israël de Salant passe alors la nuit à marcher de long en large dans sa pièce, répétant ces mots : « Tant que la chandelle brûle, il est possible encore d'accomplir et de réparer. »

### Un juif pieux
« Un juif pieux ne s'inquiète pas de l'âme de son voisin et de son propre estomac; un juif pieux s'inquiète de son âme et de l'estomac de son voisin. »